# Tartrate dipotassique
Le tartrate dipotassique ou tartrate de potassium est le sel de potassium de l'acide tartrique, de formule chimique K2C4H4O6. Il est souvent confondu avec le bitartrate de potassium, aussi appelé « crème de tartre ».  
Il est utilisé en tant que régulateur de l’acidité sous le numéro E336(ii) .

## Préparation
Le tartrate de potassium est produit par la réaction de l'acide tartrique avec du tartrate double de potassium et de sodium, communément appelé sel de Seignette, et du sulfate de potassium, suivie d'une filtration, d'une purification, d'une précipitation et d'un séchage.

## Divers
Le tartre émétique est produit lorsque le tartrate de potassium est chauffé en présence de trioxyde d'antimoine.